# Trachyandra margaretae
Trachyandra margaretae är en grästrädsväxtart som beskrevs av Anna Amelia Obermeyer. Trachyandra margaretae ingår i släktet Trachyandra och familjen grästrädsväxter. Inga underarter finns listade i Catalogue of Life.